# Grammistops
Grammistops is een monotypisch geslacht van straalvinnige vissen uit de familie van de zaag- of zeebaarzen (Serranidae). Het geslacht is voor het eerst wetenschappelijk beschreven in 1953 door Schultz.

## Soort
- Grammistops ocellatus Schultz, 1953